# International Working Test 2002
International Working Test 2002 (IWT 2002) byl XI. ročník mezinárodní soutěže retrieverů ve working testech, který se konal 6. a 7. července 2002 v Rakousku poblíž města St. Ulrich am Pillersee. Pořadatelem soutěže byl Österreichischer Retriever Club (ÖRC).
Soutěže se zúčastnilo 29 týmů (18 národních týmů a 11 free týmů) ze 7 zemí. Vítězem se stal tým Rakouska před free týmem Německa a týmem Belgie. Individuální soutěž vyhrál Michael Rösler z Německa se psem Gero vom Angelfeld před Helenou Niehof-Oellers z Německa s fenou Alpha vom Keien Fenn a Pascalem Meulemeesterem z Belgie se psem Baveybuilt Bacchus.
Rozhodčími byly  Kevin Doughty,  Tony Parnell,  Jim Gale,  Phil Allen a  Peter Cole.

## Přihlášené týmy
Free týmy byl tým Belgie (79-81), tým Itálie (28-30), týmy Německa (22-24), (43-45), (58-60) a (70-72), týmy Nizozemska (1-3) a (40-43), týmy Rakouska (67-70) a (76-79) a tým Švýcarska (55-57).
| Obhajující tým (1) | - Rakousko                                                                                            |
| Národní týmy (17)  | - Belgie (3) - Francie (1) - Itálie (3) - Německo (3) - Nizozemsko (1) - Rakousko (3) - Švýcarsko (3) |
| Free týmy (11)     | - Belgie (1) - Itálie (1) - Německo (4) - Nizozemsko (2) - Rakousko (2) - Švýcarsko (1)               |

## Konečné hodnocení

### Týmová soutěž
Výsledková listina týmové soutěže.
| Poz. | Země / název týmu | St. č. | Vůdce                   | Pes                                         | Plemeno | Celk. body |
| ---- | ----------------- | ------ | ----------------------- | ------------------------------------------- | ------- | ---------- |
| 1    | Rakousko          | 13     | Simone Lhota –          | Yellow Star's Sweetheart's Another Klondyke | LR      | 420        |
| 1    | Rakousko          | 14     | Barbara Schreinzer      | Stoutleigh Accord                           | GR      | 420        |
| 1    | Rakousko          | 15     | Herbert Kaserer         | Abel Merlin vom Krahlhof                    | LR      | 420        |
| 2    | Německo           | 58     | Helena Niehof-Oellers – | Alpha vom Keien Fenn                        | LR      | 415        |
| 2    | Německo           | 59     | Elfriede Bergmann       | Zero Zita vom Keien Fenn                    | LR      | 415        |
| 2    | Německo           | 60     | Barbara Blankenagel     | Dixis Daffodil vom Blanken Nagel            | LR      | 415        |
| 3    | Belgie            | 25     | Rony Michiels –         | Abbeystead Gaiety                           | LR      | 413        |
| 3    | Belgie            | 26     | Ludo Poriau             | Tremark Sweep Of Bellever                   | LR      | 413        |
| 3    | Belgie            | 27     | Jef Heeren              | Willowyck Lark                              | LR      | 413        |
| 4    | Belgie            | 79     | Filip Bollen            | Broadlaw Flora                              | LR      | 412        |
| 4    | Belgie            | 80     | Stef Bollen –           | Starcreek Zally                             | LR      | 412        |
| 4    | Belgie            | 81     | Lydia Goossens          | Starcreek Zunny                             | LR      | 412        |
| 5    | Švýcarsko         | 61     | Malu Marx               | Muddymile Blackcap of Tasco                 | LR      | 411        |
| 5    | Švýcarsko         | 62     | Beate Haag              | Wadesmill Fern                              | GR      | 411        |
| 5    | Švýcarsko         | 63     | Francesca Navratil      | Agar di Casa Paraporti                      | LR      | 411        |
| 6    | Německo           | 22     | Karl-Heinz Danker –     | Almerak of Entenpfuhl's Hunter              | GR      | 407        |
| 6    | Německo           | 23     | Elke Langenbach         | Ambassador of Entenpfuhl's Hunter           | GR      | 407        |
| 6    | Německo           | 24     | Herbert Baltes          | Bonita von Villa Musica                     | GR      | 407        |
| 6    | Itálie            | 73     | Stefano Martinoli –     | Greenbriar Reed                             | LR      | 407        |
| 6    | Itálie            | 74     | Claudio Castellari      | Fast Food                                   | LR      | 407        |
| 6    | Itálie            | 75     | Angelo Zoccali          | Waterfriend Numberone                       | LR      | 407        |
| 8    | Belgie            | 4      | Pascal Meulemeester –   | Baveybuilt Bacchus                          | GR      | 400        |
| 8    | Belgie            | 5      | Frederik Borms          | Wheaten's Xanthos                           | GR      | 400        |
| 8    | Belgie            | 6      | Karl Huyghelier         | Vincent Of The Modern Inn                   | GR      | 400        |
| 9    | Německo           | 70     | Michael Rösler –        | Gero vom Anglerfeld                         | LR      | 392        |
| 9    | Německo           | 71     | Beate Meyer             | Alex vom Osterbachtal                       | LR      | 392        |
| 9    | Německo           | 72     | Andreas Kremer          | Light and Shadow's Acanthus                 | LR      | 392        |
| 10   | Itálie            | 64     | Gwynthe Arangio-Ruiz –  | Treivy Holly                                | LR      | 391        |
| 10   | Itálie            | 65     | Alessandro Beghelli     | Rudy Sadikalsmans                           | LR      | 391        |
| 10   | Itálie            | 66     | Consuelo Costantino     | Sheila                                      | LR      | 391        |
| 11   | Německo           | 49     | Betty Schwieren –       | Cheslabben Pow Wow                          | CBR     | 390        |
| 11   | Německo           | 50     | Adrian Lunn             | Bellever Lynx                               | LR      | 390        |
| 11   | Německo           | 51     | Michael Brühl           | Puma vom Mohnfeld                           | GR      | 390        |
| 12   | Nizozemsko        | 82     | H.M. Schoor –           | Cadover Isabel of Bellever                  | LR      | 389        |
| 12   | Nizozemsko        | 83     | H.J. Heijman            | Jeser Jake                                  | LR      | 389        |
| 12   | Nizozemsko        | 84     | H. Allon                | Sepp van het Muntenbos                      | LR      | 389        |
| 13   | Německo           | 37     | Jürgen Laux –           | Lumberjack vom Mohnfeld                     | GR      | 388        |
| 13   | Německo           | 38     | Anja Helber             | Rayleas Lisbeth                             | GR      | 388        |
| 13   | Německo           | 39     | Georg Miller            | Concho vom Wolfesbühl                       | GR      | 388        |
| 13   | Rakousko‡         | 46     | Robert Kaserer –        | Buttermead Crusader                         | LR      | 388        |
| 13   | Rakousko‡         | 47     | Klaus Thurner           | A Breeze of Dukefield                       | LR      | 388        |
| 13   | Rakousko‡         | 48     | Helga Strasser          | Downside Boy                                | LR      | 388        |
| 15   | Belgie            | 52     | Chantal Goreux –        | Hamford Wilfred                             | LR      | 386        |
| 15   | Belgie            | 53     | Marc Bourgeouis         | Xanthos                                     | GR      | 386        |
| 15   | Belgie            | 54     | Charel Exelmans         | Ruadth Silk                                 | GR      | 386        |
| 16   | Rakousko          | 76     | Herwig Deutinger –      | Besstock Duke                               | GR      | 385        |
| 16   | Rakousko          | 77     | Athanasios Keller       | Albin vom Weidenweg                         | GR      | 385        |
| 16   | Rakousko          | 78     | Barbara Bachleitner     | Vantets Victoria                            | GR      | 385        |
| 17   | Rakousko          | 34     | Andreas Pözlberger –    | Bolero Von Der Schallermühle                | LR      | 384        |
| 17   | Rakousko          | 35     | Ursula Pözlberger       | A-Krispindl Vom Keien Fenn                  | LR      | 384        |
| 17   | Rakousko          | 36     | Martina Franke          | Bepop Lara Von Der Schallermühle            | LR      | 384        |
| 18   | Rakousko          | 67     | Lisa Schreckeneder      | Homerun Von Der Burg Clam                   | LR      | 377        |
| 18   | Rakousko          | 68     | Heike Klieber           | Zed's Fly vom Tennikerweidli                | LR      | 377        |
| 18   | Rakousko          | 69     | Gabriel Kratzer –       | Get Up And Go Von Der Burg Clam             | LR      | 377        |
| 19   | Německo           | 43     | Günter Kohler –         | Crandale Able                               | LR      | 373        |
| 19   | Německo           | 44     | Harry Brünet            | Amadeus von Villa Musica                    | GR      | 373        |
| 19   | Německo           | 45     | Roland Langenbach       | Samson                                      | GR      | 373        |
| 20   | Rakousko          | 85     | Renate Berger –         | Argus of Dukefield                          | LR      | 372        |
| 20   | Rakousko          | 86     | Karin Berghammer        | Catcombe Colleen                            | GR      | 372        |
| 20   | Rakousko          | 87     | Karl Bernbacher         | Efrata Venušiny Luhy                        | GR      | 372        |
| 21   | Švýcarsko         | 31     | Verena Ommerli –        | Conneywarren Spike                          | LR      | 366        |
| 21   | Švýcarsko         | 32     | Regula Holenstein       | Foxmead Akira                               | LR      | 366        |
| 21   | Švýcarsko         | 33     | Anja Möller             | Gunsight's Autumn Sage                      | LR      | 366        |
| 22   | Francie           | 19     | Thomas Bouy –           | Neil                                        | LR      | 350        |
| 22   | Francie           | 20     | Laurence Maudet         | Opium du haut du Pouey                      | LR      | 350        |
| 22   | Francie           | 21     | Julien Robert           | Moraira Rom                                 | LR      | 350        |
| 23   | Itálie            | 10     | Andrea Sugar –          | Hope                                        | GR      | 348        |
| 23   | Itálie            | 11     | Ilaria Martinelli       | Chester di Casa Paraporti                   | LR      | 348        |
| 23   | Itálie            | 12     | Carlo Guggia            | Waterfriend Mackintosh                      | LR      | 348        |
| 24   | Švýcarsko         | 55     | Beatrice Loetscher –    | Funnyline Hunting Gun's Purdey              | GR      | 343        |
| 24   | Švýcarsko         | 56     | Pierre-Yves Loetscher   | Funnyline Hunting Gun's Choice              | GR      | 343        |
| 24   | Švýcarsko         | 57     | Giuseppe Rerola         | Funnyline Hunting Togo                      | GR      | 343        |
| 25   | Německo           | 16     | Karsten Lemke –         | Savage Run A'Brave                          | LR      | 341        |
| 25   | Německo           | 17     | Manfred Höfling         | Crandale Anemone                            | LR      | 341        |
| 25   | Německo           | 18     | Katrin Isigkeit         | Haredale Inch                               | LR      | 341        |
| 26   | Švýcarsko         | 7      | Regula Ryter –          | Swift Holly                                 | LR      | 316        |
| 26   | Švýcarsko         | 8      | Katharina Niklaus       | Arkis vom Keien Fenn                        | LR      | 316        |
| 26   | Švýcarsko         | 9      | Barbara Forster         | Clancallum Naver                            | GR      | 316        |
| 27   | Nizozemsko        | 40     | Pita Van Kan-Schäefer – | Way-out's Wrapping                          | GR      | 314        |
| 27   | Nizozemsko        | 41     | Jules Van Harssel       | Cloud Dancer's Don't Take It Personel       | FCR     | 314        |
| 27   | Nizozemsko        | 42     | Willem Kort             | Tabor van het Heutszpark                    | FCR     | 314        |
| 28   | Nizozemsko        | 1      | W. de Hass              | Roughcovers Tawny Snowflake                 | FCR     | 291        |
| 28   | Nizozemsko        | 2      | A. v. Bal Baal          | Roughcovers Master of Spring                | FCR     | 291        |
| 28   | Nizozemsko        | 3      | B. Verwey               | Roughcovers Cloud Dancing                   | FCR     | 291        |
| 29   | Itálie            | 28     | Fabio Nicodemi –        | Hazelnut Chocolate                          | LR      | 284        |
| 29   | Itálie            | 29     | Charlotte Zoccali       | Tummy Tub                                   | LR      | 284        |
| 29   | Itálie            | 30     | Giorgio Bartolini       | Waterfriend Nervecracking                   | LR      | 284        |

‡ Obhájce

### Individuální soutěž
Výsledková listina individuální soutěže.
| Poz. | St. č. | Vůdce                 | Pes                        | Plemeno | Týmová soutěž | Týmová soutěž | Týmová soutěž | Týmová soutěž | Týmová soutěž | Týmová soutěž | Týmová soutěž | Týmová soutěž | Týmová soutěž | Individuální část | Individuální část | Individuální část | Individuální část | Individuální část | Celk. body |
| Poz. | St. č. | Vůdce                 | Pes                        | Plemeno | Test 1        | Test 2        | Test 3        | Test 4        | Test 5        | Test 6        | Test 7        | Test 8        | Body          | Test 1            | Test 2            | Test 3            | Test 4            | Body              | Celk. body |
| ---- | ------ | --------------------- | -------------------------- | ------- | ------------- | ------------- | ------------- | ------------- | ------------- | ------------- | ------------- | ------------- | ------------- | ----------------- | ----------------- | ----------------- | ----------------- | ----------------- | ---------- |
| 1    | 70     | Michael Rösler        | Gero vom Angelfeld         | LR      | 20            | 17            | 20            | 15            | 18            | 20            | 20            | 20            | 150           | 20                | 17                | 20                | 18                | 75                | 225        |
| 2    | 58     | Helena Niehof-Oellers | Alpha vom Keien Fenn       | LR      | 19            | 20            | 20            | 17            | 16            | 19            | 20            | 20            | 151           | 15                | 20                | 20                | 18                | 73                | 224        |
| 3    | 4      | Pascal Meulemeester   | Baveybuilt Bacchus         | GR      | 19            | 20            | 20            | 20            | 19            | 20            | 20            | 18            | 156           | 17                | 14                | 18                | 12                | 61                | 217        |
| 4    | 33     | Anja Möller           | Gunsight's Autumn Sage     | LR      | 17            | 19            | 18            | 15            | 18            | 19            | 20            | 20            | 146           | 17                | 20                | 15                | 19                | 71                | 217        |
| 5    | 35     | Ursula Pözlberger     | A-Krispindl vom Keien Fenn | LR      | 16            | 20            | 20            | 15            | 16            | 19            | 20            | 20            | 146           | 16                | 20                | 18                | 17                | 71                | 217        |
| 6    | 17     | Manfred Höfling       | Crandale                   | LR      | 15            | 20            | 14            | 17            | 18            | 17            | 20            | 20            | 141           | 19                | 18                | 18                | 18                | 73                | 214        |
| 7    | 83     | H.J. Heijman          | Jeser Jake                 | LR      | 19            | 20            | 15            | 17            | 15            | 18            | 20            | 17            | 141           | 15                | 18                | 20                | 19                | 72                | 213        |
| 8    | 80     | Stef Bollen           | Starcreek Zally            | LR      | 16            | 15            | 19            | 16            | 20            | 17            | 20            | 16            | 139           | 18                | 18                | 20                | 16                | 72                | 211        |
| 9    | 75     | Angelo Zoccali        | Waterfriend Numberone      | LR      | 8             | 19            | 16            | 19            | 20            | 20            | 20            | 17            | 139           | 17                | 15                | 20                | 15                | 67                | 206        |
| 10   | 52     | Chantal Goreux        | Hamford Wilfred            | LR      | 15            | 19            | 20            | 16            | 12            | 18            | 20            | 19            | 139           | 11                | 18                | 18                | 19                | 66                | 205        |
| 11   | 85     | Renate Berger         | Argus of Dukefield         | LR      | 18            | 19            | 20            | 20            | 15            | 19            | 20            | 10            | 141           | 17                | 10                | 15                | 20                | 62                | 203        |
| 12   | 50     | Adrian Lunn           | Bellever Lynx              | LR      | 15            | 15            | 18            | 17            | 20            | 19            | 20            | 15            | 139           | 13                | 15                | 15                | 19                | 62                | 201        |
| 13   | 27     | Jef Heeren            | Willowyck Lark             | LR      | 18            | 20            | 20            | 8             | 17            | 20            | 20            | 17            | 140           | 14                | 12                | 16                | 17                | 59                | 199        |